# Ngaremlengui
Ngaremlengui ou Ngeremlengui est l'un des seize États qui forment les Palaos. D'une superficie de 65 km2, il est peuplé de 317 habitants. Bien qu'il s'agisse du plus grand État du pays, c'est aussi l'un des moins peuplés.

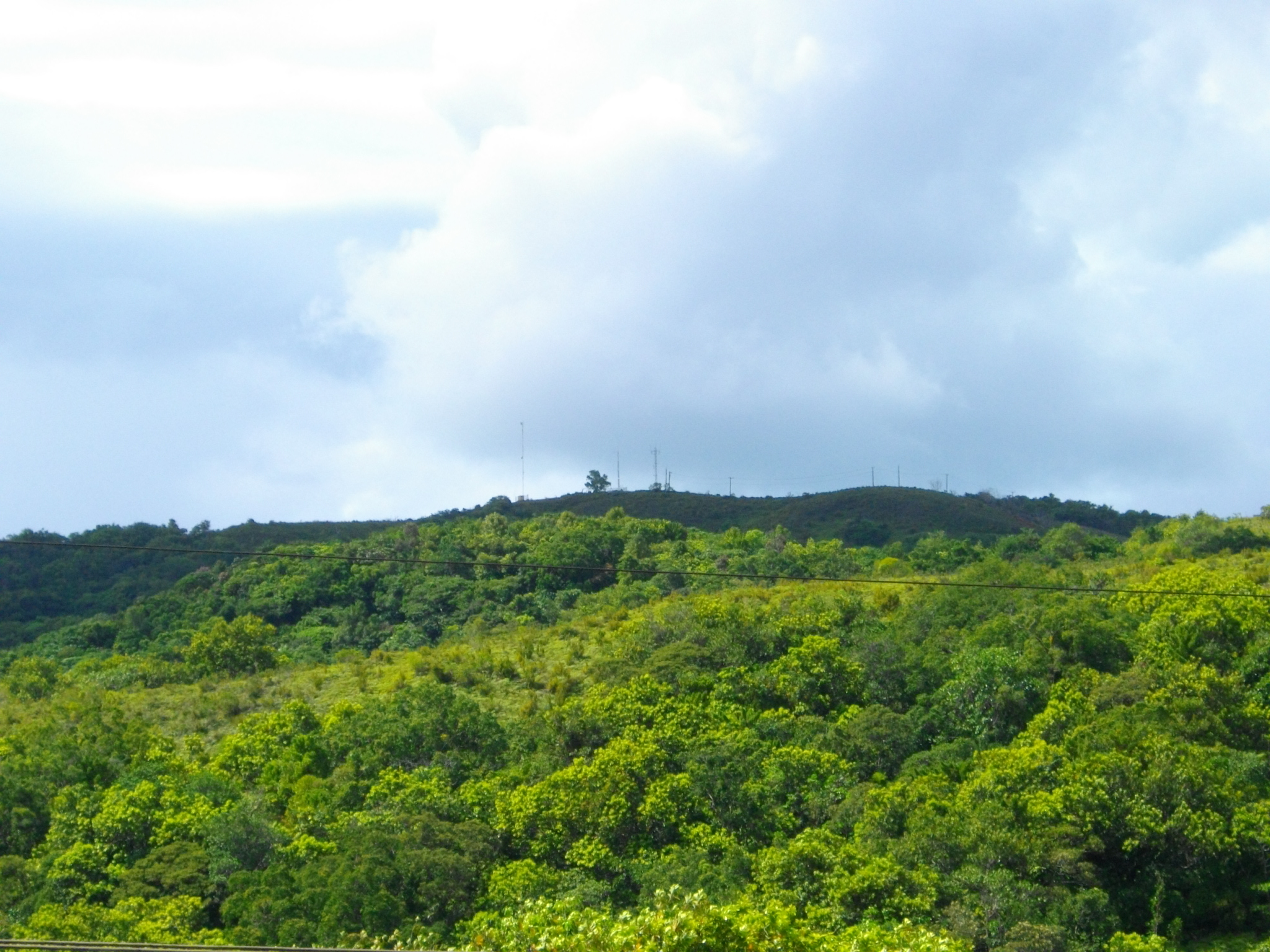
Vue du mont Ngerchelchuus.